# Pantokratorkyrkan, Patras
Pantokratorkyrkan (grekiska: Ιερός Ναός Παντοκράτορος; translitteration: Ieros Naos Pantokratoros) är en grekisk-ortodox kyrkobyggnad belägen i staden Patras, i regionen Västra Grekland, i Grekland.
Kyrkan är helgad åt Jesus Kristus pantokrator.

## Historik
Pantokratorkyrkan i Patras byggdes i början av 900-talet, då den ersatte en tidigare kyrka.
Under Osmanska riktes ockupation av Grekland blev kyrkan en moské. Den kallades då för Kiursummoskén och en minaret uppfördes. Efter att Grekland blev självständigt igen blev den en kyrka och minareten revs.

## Kyrkan
Kyrkan är byggd i bysantinsk stil och är inspirerad av Hagia Sofia i Istanbul, Turkiet.

## Bilder

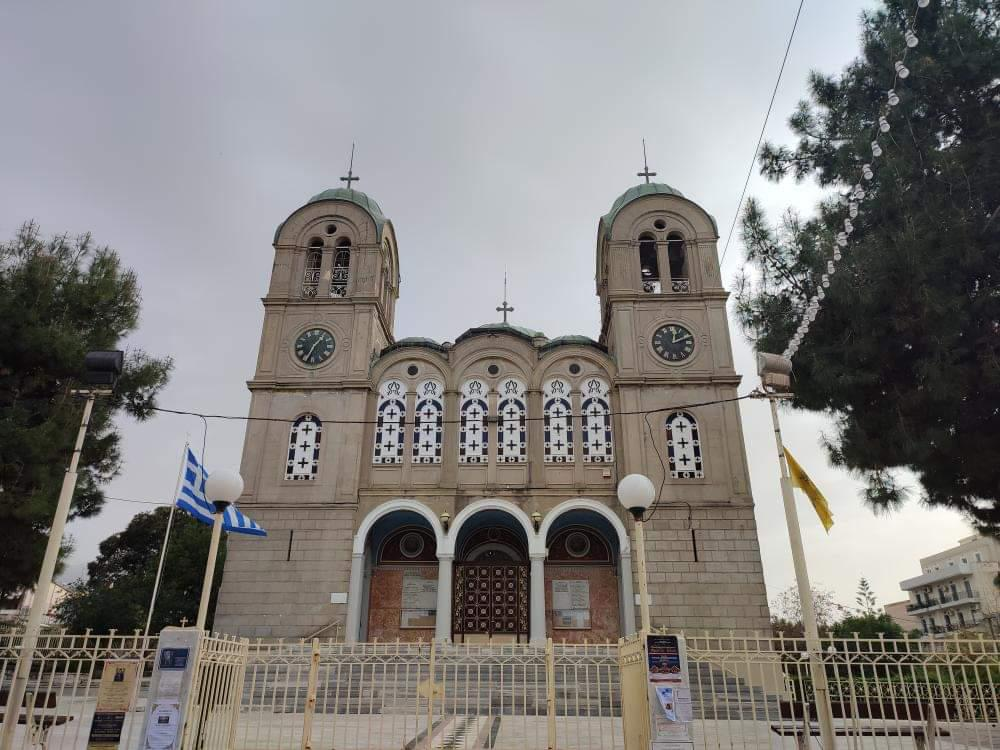
Framsidan.
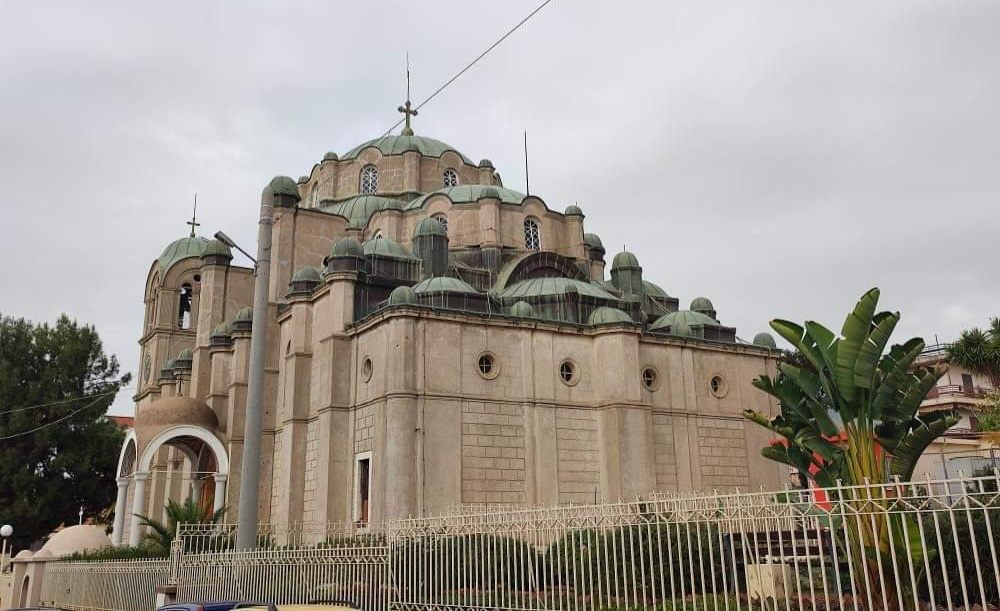
Baksidan.